# Amomum uliginosum
Amomum uliginosum är en enhjärtbladig växtart som beskrevs av J.König. Amomum uliginosum ingår i släktet Amomum och familjen Zingiberaceae. IUCN kategoriserar arten globalt som livskraftig. Inga underarter finns listade i Catalogue of Life.